# Pearly Gates (cantante)
Pearly Gates, pseudonimo di Viola Billups (Tuskegee, 4 luglio 1946), è una cantante statunitense disco e soul e membro del girl group The Flirtations.

## Biografia
Viola Billups è nata in Alabama nel 1946. Si è unita a The Flirtations con le sorelle Earnestine Pearce e Betty Pearce nel 1964 e si è trasferita con il gruppo a Londra, Inghilterra, nel 1968, dove la loro musica era popolare. Pearly lasciò il gruppo nel 1973 e pubblicò il suo primo singolo Sad Old Shadow, scritto da Lynsey De Paul e Don Gould sull'etichetta Polydor Records con il nome Vie. Non ha adottato il suo nome d'arte Pearly Gates prima del suo secondo singolo Johnny and the Jukebox nel 1974. Diversi altri singoli seguirono alla fine degli anni '70 su RCA Records e Bronze Records ed è rimasta un'artista popolare in TV, essendo un'artista regolare nello spettacolo di Cliff Richard e in tutti gli otto episodi dello spettacolo di varietà televisivo, Hi Summer. Nel 1979 ha completato il suo primo album disco Fading into the Night con il produttore Ian Levine, anche se l'album avrebbe dovuto essere pubblicato dal cantante americano Cobie Jones che alla fine non è arrivato alle sessioni. L'album, tuttavia, è stato vittima della forte reazione della discoteca e non fu pubblicato fino a 16 anni dopo.
Nel 1985 ha goduto di un successo Hi-NRG con la canzone Action. Nel video recitava Dennis Brody, Poseur dell'anno 1986, nella sua riedizione e anche in tour con Madeline Bell e Katie Kissoon, esibendosi con la James Last Orchestra. Due dei suoi brani da discoteca inediti sono stati pubblicati su singoli da 12" nella serie Levine's Nightmare Gold nel 1987. Nel 1995 Levine registrò sei nuovi brani con lei, incluso un remake di Action e li pubblicò insieme al suo album perduto del 1979 su CD The Best of Pearly Gates. Pearly ha continuato ad esibirsi regolarmente con The Flirtations che rimangono popolari sulla scena del Northern Soul. Seguiva anche la sua società di gestione, Viemanagement, lavorando con la boy band Dyyce e la cantante Anousha. Nel 2007 ha registrato quattro nuove tracce, due da solista e due con The Flirtations. Per la Center City Records di Ian Levine pubblica Northern Soul 2007 e Disco 2008. Il 2008 la vide registrare due brani in stile retrò con l'etichetta scandinava Night Dance Records, che si sviluppò infine in un progetto di album completo On a Winning Streak , pubblicato l'11 marzo 2010, una compilation di 20 tracce di nuove registrazioni, tra cui il suo singolo del 2009 Roulette dei The Flirtations; le sue 3 registrazioni per Center City Records; 4 record inediti del 1977 ings, prodotto da H. B. Barnum; e una canzone di Barry Gibb, Broken Bottles, scritta da Barry, Robin e Maurice Gibb, la canzone è stata originariamente registrata come demo per Dionne Warwick per il suo album del 1982 Heartbreaker ma non fu utilizzata. Il pacchetto includeva anche un DVD a 12 tracce. Uno dei brani, Stop for Love, è stato presentato in anteprima su YouTube, nell'ottobre 2009, con l'icona eterosessuale Zeb Atlas e l'icona gay Dave 'Muscles' Jenkins come interesse amoroso del cantante, un video che ha attirato 100.000 visualizzazioni nei successivi sei mesi.

## Album
- The Best of Pearly Gates (Hot Productions, 1995)
- On a Winning Streak (Night Dance Records, 2010)

## Singoli
- Sad Old Shadow / Stay (as Vie – Polydor, 1973)
- Johnny and the Jukebox / They Were Good Times (Polydor, 1974)
- Make It My Business to Get You Boy / You're the One for Me (RCA, 1975)
- Burning Love (Bronze, 1978)
- Fandango Dancing / Dancing on a Dream (Bronze, 1979)
- Action (Funkin' Marvellous, 1985)
- Sweet (Like Honey To a Bee) / Action (Funkin' Marvellous, 1985)
- Third Time Lucky (Funkin' Marvellous, 1986)
- No Two Ways About It (Nightmare Gold, 1987)
- Fading into the Night (Nightmare Gold, 1987)
- One Less Bell to Answer / The Race Is On (Nightmare Records, 1989)
- One Time Too Many / Stop for Love (Night Dance Records, 2009)